# Tom Pidcock
Thomas Pidcock MBE (* 30. července 1999) je britský silniční, dráhový cyklista a cyklokrosař jezdící za UCI ProTeam Q36.5 Pro Cycling Team.

## Kariéra
Do povědomí cyklokrosových fanoušků se dostal již v sezoně 2015–2016, kdy získal několik vysoce hodnocených výsledků, včetně umístění v první pětce na Mistrovství světa v cyklokrosu 2016. V září roku 2016 vyhrál závod La Philippe Gilbert Juniors race, kde ostatní soupeře porazil o 21 vteřin. Ještě téhož roku vyhrál Mistrovství Evropy v cyklokrosu v kategorii juniorů.
Do roku 2021 se věnoval převážně cyklokrosu, ve kterém v sezóně 2018–2019 vyhrál titul mistra světa do 23 let. Po přestupu do Ineosu se začal velmi úspěšně účastnit jarních klasik. Dne 14. dubna 2021 vyhrál Brabantský šíp a o čtyři dny později byl druhý na Amstel Gold Race, kde prohrál pouze o několik milimetrů s Woutem van Aertem. Na konci května si Pidcock zlomil klíční kost při tréninkové nehodě, která mu zabránila v návratu na silnici na Tour de Suisse následující měsíc, avšak po operaci se mohl vrátit k tréninku na silnici po něco málo přes týden. Dne 26. 7. vyhrál zlatou medaili na Letních olympijských hrách v Tokiu v závodu horských kol.
Britský cyklista dosáhl významného úspěchu na Tour de France 2022, když vyhrál 12. etapu s cílem na legendárním stoupání Alpe d'Huez. Ve věku 22 let se stal nejmladším vítězem této etapy v historii závodu. Pidcock, tehdy jezdící za tým Ineos Grenadiers, se prosadil z úniku a v závěrečném stoupání porazil své soupeře.

## Hlavní výsledky

#### Výsledky na Grand Tours
| Grand Tour                     | 2021 | 2022 | 2023 | 2024 | 2025 |
| ------------------------------ | ---- | ---- | ---- | ---- | ---- |
| Giro d'Italia                  | —    | —    | —    | —    | 16   |
| Tour de France                 | —    | 16   | 13   | DNF  |      |
| Vuelta a España                | 67   | —    | —    |      |      |
| Výsledky na etapových závodech |      |      |      |      |      |
| Závod                          | 2021 | 2022 | 2023 | 2024 | 2025 |
| Paříž–Nice                     | —    | —    | —    | —    | —    |
| Tirreno–Adriatico              | —    | —    | DNF  | 9    | 6    |
| Volta a Catalunya              | —    | —    | —    | —    | —    |
| Kolem Baskicka                 | —    | —    | —    | —    | —    |
| Tour de Romandie               | —    | —    | —    | —    | —    |
| Critérium du Dauphiné          | —    | —    | —    | —    | —    |
| Tour de Suisse                 | —    | DNF  | 22   | 6    |      |

#### Výsledky na klasikách
| Monument               | 2021 | 2022 | 2023 | 2024 | 2025 |
| ---------------------- | ---- | ---- | ---- | ---- | ---- |
| Milán – San Remo       | 15   | DNF  | —    | 11   | 40   |
| Kolem Flander          | 41   | 14   | 52   | —    | —    |
| Paříž–Roubaix          | —    | —    | —    | 17   | —    |
| Lutych–Bastogne–Lutych | —    | 103  | 2    | 10   | 9    |
| Giro di Lombardia      | —    | —    | —    |      |      |
| Klasika                | 2021 | 2022 | 2023 | 2024 | 2025 |
| Omloop Het Nieuwsblad  | 55   | 18   | 5    | 8    | 38   |
| Kuurne–Brusel–Kuurne   | 3    | 70   | —    | —    | —    |
| Strade Bianche         | 5    | —    | 1    | 4    | 2    |
| E3 Saxo Bank Classic   | 25   | —    | —    | —    |      |
| Gent–Wevelgem          | —    | 67   | —    | —    |      |
| Dwars door Vlaanderen  | 43   | 3    | 11   | —    | —    |
| Brabantský šíp         | 1    | 5    | —    | —    | 11   |
| Amstel Gold Race       | 2    | 11   | 3    | 1    | 9    |
| Valonský šíp           | 6    | DNF  | 18   | DNF  | 3    |

| —   | Nezúčastnil se |
| DNF | Nedokončil     |